# Isla Levanzo
La isla de Levanzo (Siciliano: Lèvanzu) es la más pequeña de las tres islas principales de las islas Egadas en el mar Mediterráneo, al oeste de la gran isla de Sicilia en Italia. Forma parte de la (comune) de Favignana en la Provincia de Trapani.
Levanzo tiene un área de 5,82 km² . El punto más alto es Pizzo Monaco, con una altura de 278 m. La isla tiene unos 450 habitantes. Las viviendas se centran principalmente en torno a un pequeño puerto, que da poca protección contra las tormentas.
El nombre antiguo de la isla fue "Phorbantia", que es una especie de plantas que crecen allí.
Levanzo es famoso por la "Grotta del Genovese" con pinturas rupestres del Neolítico y del Paleolítico.